# Agulla Badet
L'Agulla Badet és un cim de 3.135 m d'altitud, amb una prominència de 18 m, que es troba a la cresta NW del Pic Badet, al massís de Nhèuvièlha, al departament dels Alts Pirineus (França).